# Заречное (Славяносербский район)
Заречное (укр. Зарічне) — село, относится к Славяносербскому району Луганской области Украины. Под контролем самопровозглашённой Луганской Народной Республики.

## География
Село расположено на реке Камышевахе. Соседние населённые пункты: село Богдановка, посёлок Криничное и город Стаханов (все три выше по течению Камышевахи) на юго-западе, посёлки Червоногвардейское на юге, Яснодольск на юго-востоке, сёла Хорошее на востоке, Червоный Лиман, Петровеньки (оба ниже по течению Камышевахи) на северо-востоке, посёлок Фрунзе и сёла Бердянка на севере, Весняное и посёлок Тавричанское на северо-западе, город Кировск на западе.

## Население
Население по переписи 2001 года составляло 86 человек.

## Общие сведения
Почтовый индекс — 93723. Телефонный код — 6473. Занимает площадь 0,36 км². Код КОАТУУ — 4424581404.

## Местный совет
93723, Луганская обл., Славяносербский р-н, с. Весняное, ул. Мира, 2